# 国鉄シキ190形貨車
国鉄シキ190形貨車（こくてつシキ190がたかしゃ）は、1960年（昭和35年）1月22日に日立製作所で1両のみ製造された73 トン積み落し込み式大物車である。日立製作所所有の私有貨車で、当初は日本国有鉄道（国鉄）、1987年（昭和62年）の国鉄分割民営化後は日本貨物鉄道（JR貨物）に車籍を編入していた。
全長は19,860 mm、落し込み部の寸法は長さ6,800 mm、幅2,250 mmである。台車は、ベッテンドルフ式の2軸ボギー台車C-1形を合計4台備えた8軸車である。2台の台車の上に枕枠を渡し、その上に荷受梁を載せる構造は一般的な4台車の大物車の構成どおりであるが、この形式では枕枠が中梁のみで構成されており、両側に広がっていないというのが特徴である。このことから、台車の雨除けの板が取り付けられていた。荷受梁はガーダー構造で構成されていた。当初の設計では第一種縮小車両限界を採用していたが、電車区間の高いプラットホームに荷受梁が抵触することを避けるために、特殊な輸送のとき以外は心皿部分に追加の部材を挿入して200 mm高くできるようにした。これに伴う自重増加により、荷重が2 トン減少したことから、73 トン積みという半端な荷重になっている。ブレーキはKD254形を装備している。
常備駅は常陸多賀駅であったが、貨物駅集約の関係で1984年（昭和59年）2月から1988年（昭和63年）1月の間は日立駅常備となっていた。国鉄分割民営化後もJR貨物に車籍を承継されたが、1990年（平成2年）1月31日に廃車となった。